# Reforma universitaria
Reforma universitaria es el nombre que reciben una serie de movimientos de estudiantes cuya finalidad es la reforma de las estructuras, contenidos y fines de la universidad.
El término político «reformista» se utiliza para designar a las organizaciones y personas que adhieren a los principios de la Reforma Universitaria. La Reforma Universitaria ha impactado en varias generaciones de activistas, escritores, intelectuales, científicos, artistas y políticos, que han adherido a sus principios de democratización de la cultura y la enseñanza. Varios presidentes latinoamericanos se iniciaron en la actividad política como militantes reformistas.
Aunque el movimiento de Reforma Universitaria latinoamericano se opuso fuertemente al clericalismo y la concepción medieval-colonial de la universidad, encuentra un lejano antecedente en la aparición misma de la universidad europea medieval, organizada como comunidad (universitas) de estudiantes y maestros.
El papel principal que han tenido los estudiantes en el modelo de universidad europea, trasplantado luego a América Latina por el Imperio español, originó una dinámica estudiantil interna que generó innumerables movimientos de protesta y rebelión juvenil.

## Antecedentes: el movimiento de enseñanza libre
En la segunda mitad del siglo XIX y comienzos del siglo XX, relacionado con la generalización de la democracia por medio de la conquista del sufragio universal, emergió una corriente educativa que replanteaba las tradicionales relaciones de autoridad en la educación y la enseñanza, para poner el acento en el protagonismo del estudiante. 
En el mundo hispanoamericano, fue la Institución Libre de Enseñanza, inspirada por Francisco Giner de los Ríos, la que impulsaría una dinámica de reforma educativa a partir de la idea de libertad de cátedra. Paralelamente, el surgimiento del modernismo, una corriente literaria iniciada en América Hispana por el nicaragüense Rubén Darío, concretaba un proceso de descolonización de la lengua española que tendría importantes consecuencias culturales, trascendiendo las fronteras de los meramente literario.
En esas condiciones, a comienzos del siglo XX, los estudiantes universitarios de América Latina comenzaron a crear sus propias organizaciones. Aparecieron los centros de estudiantes y las federaciones universitarias que los agruparon. Estas organizaciones estudiantiles adoptaron un esquema de asociativo y de acción similar al de los sindicatos, recurriendo incluso en forma sistemática a la "huelga estudiantil".
La Federación de Estudiantes de la Universidad de Chile (FECh), fundada en 1906, fue la primera organización nacional en aparecer.
En la Universidad Nacional de La Plata, en Argentina, se realizó una moderada reforma universitaria en 1905.
En la Universidad Nacional de San Antonio Abad del Cusco, en Perú,  se decretó la primera huelga estudiantil que no cesó hasta conseguir que la universidad cusqueña deslinde con las persistentes condiciones coloniales y se vea libre del imperio de docentes conservadores 1909. 

## La Reforma Universitaria latinoamericana

### El «Grito» de Córdoba

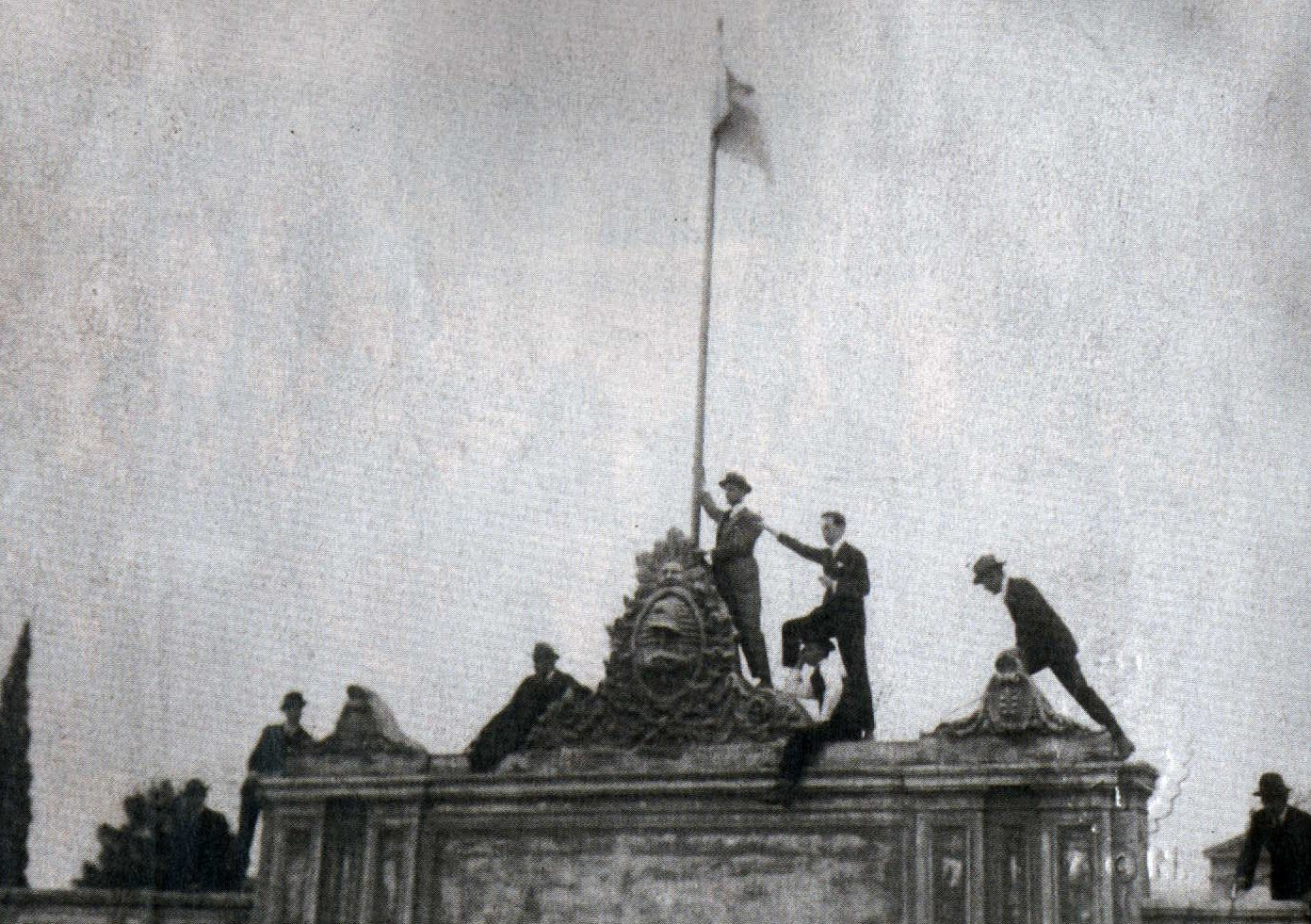
Estudiantes toman la Universidad Nacional de Córdoba.

En 1918 los estudiantes de la Universidad Nacional de Córdoba iniciaron una huelga universitaria en reclamo de profundas reformas universitarias, que se convirtió rápidamente en un amplio movimiento en todo el país y en América Latina, con cierto impacto también en España y Estados Unidos. 
En aquel momento la Federación Universitaria de Córdoba hizo público el Manifiesto Liminar que luego se convertiría en el documento básico de la Reforma Universitaria.
El movimiento de Reforma Universitaria se extendió por toda América Latina y se volvió un verdadero movimiento continental y mundial. En el marco del movimiento de Reforma Universitaria en América Latina, en 1921 se realiza en México, el Primer Congreso Internacional de Estudiantes que va a crear la Organización Internacional de Estudiantes. 
La Reforma Universitaria tiene también conexiones históricas con otros movimientos estudiantiles y juveniles, aunque sus antecedentes están muchas veces ubicados en la reforma de Córdoba de 1918:
- Las revueltas estudiantiles en Estados Unidos en las décadas de 1960 y 1970.
- El Mayo francés de 1968.